# Pardosa zuojiani
Pardosa zuojiani este o specie de păianjeni din genul Pardosa, familia Lycosidae, descrisă de Song și Haupt, 1995. Conform Catalogue of Life specia Pardosa zuojiani nu are subspecii cunoscute.